# Карло Мензе
Карло Мензе (нім. Carlo Mense; 13 травня 1886, Райне — 11 серпня 1965, Кенігсвінтер, Німеччина) — німецький художник-експресіоніст, професор мистецтв. Представник рейнського експресіонізму і нової речевості.

## Життя та творчість
Народився в багатодітній родині. За бажанням батька після закінчення середньої школи вивчає комерцію. Не закінчивши курсу, вирішує стати художником. Після проходження військової служби Мензе, за порадою Августа Маке, вступає в Дюссельдорфську академію мистецтв, в клас Петера Янсена. Після подорожі з братом Рудольфом до Північної Італії, що мала великий вплив на формування художника, він продовжує навчання в Берліні (у Ловіса Корінта), у Веймарі та в Мюнхенській академії мистецтв.
У 1910 році молодий художник повертається в Рейнланд. Тут він вступає в групу «Кельнський сецесіон», а в 1911 році — в Гереон-клуб. У 1912 році його роботи експонуються на знаменитій експресіоністській виставці «Зондербунд» в Кельні, в 1913 році К. Мензе бере участь в організованій Маке виставці «Рейнський експресіонізм» у Бонні.
Художник знайомиться в популяризатором нового мистецтва Гервартом Вальденом. Для його експресіоністських журналів «Акція» і «Дер штурм» створює графічні роботи і оформлює титульні сторінки. 
У 1914 році здійснює поїздку в Аскону зі своїм другом, художником Генріхом Даврінґгаузеном. Під час Першої світової війни Мензе служить в армії в Бельгії, Польщі та Росії. У 1918 році вступає в художні групи «Молодий Рейн» і «Листопадову групу». В цей час відбулися його перші персональні виставки в галереях Мюнхена і Франкфурта-на-Майні.
Після одруження з Вірою Баске в 1919 майстер часто приїжджає до Мюнхена, де спілкується з Паулем Клее, Оскаром Кокошкою, Георгом Шрімпфом, Александром Канольдтом. У 1920—1925 роках знову багато мандрує Італією. 
У 1925 році Мензе бере участь у виставці «Нова речевість» у художньому музеї Мангейма. У тому ж році він стає професором Академії прикладного мистецтва в Бреслау (нині — Вроцлав), де встановлює дружні стосунки з художниками Оскаром Шлеммером і Оскаром Моллом. Після закриття академії в 1932 році й отримання Римської премії в 1933 році Мензе їде в Рим, де працює при Німецькій академії Вілла Массімо.
У 1937 році, в ході проведеної нацистами кампанії проти так званого дегенеративного мистецтва, 37 робіт К. Мензе були вилучені з німецьких музеїв і знищені. Сам же художник офіцером німецької армії був призваний на фронт. Під час бомбардування Кельна була знищена його робоча майстерня, тому після війни художник живе в Бад-Гоннефі.  
До 70-річчя Мензе в 1956 році пройшла персональна виставка його полотен в Кенігсвінтеі. 
У 1961 році був нагороджений орденом «За заслуги перед ФРН».